# أرييل كيبيل
أرييل كيبيل (بالإنجليزية: Arielle Kebbel)‏ (من مواليد 19 فبراير 1985) هي ممثلة وعارضة أمريكية. درست في مدرسة كرينشو، وعملت كعارضة أزياء، قبل أن تدخل عالم التمثيل. وفي عام 2003 تقدمت للإختبار في المسلسل الدرامي «بنات غيلمور» ونجحت في الحصول على دور به، شاركت بعدها بعدة مسلسلات تلفزيونية أخرى. وفي 2004 شاركت بأول تجربة سينمائية لها في الفيلم الكوميدى «الروح الطائرة». وتوالت بعدها أعمالها الفنية التي تنوعت بين السينما والتلفزيون.

## أعمالها
| أعمال                    | الدور/الوظيفة   |
| ------------------------ | --------------- |
| خمسون ظل طليق            | جيا ماتيو       |
| Midnight, Texas 2        | أوليفيا شارتي   |
| Another Time             | آلي             |
| Midnight, Texas          | أوليفيا الخيرية |
| Ballers                  | تريسي ليجيت     |
| Think Like a Man         | جينا            |
| Answer This!             | ناومي ناهار     |
| Mardi Gras: Spring Break | لوسي            |
| The Uninvited            | أليكس           |
| 90210                    | فانيسا          |
| Forever Strong           |                 |
| The Grudge 2             | اليسون          |
| جون تاكر يجب أن يموت     | كاري            |
| Reeker                   | كوكي            |

## روابط خارجية
- أرييل كيبيل على موقع IMDb (الإنجليزية)
- أرييل كيبيل على موقع ميتاكريتيك (الإنجليزية)
- أرييل كيبيل على موقع روتن توميتوز (الإنجليزية)
- أرييل كيبيل على موقع قاعدة بيانات الأفلام العربية
- أرييل كيبيل على موقع ألو سيني (الفرنسية)
- أرييل كيبيل على موقع أول موفي (الإنجليزية)
- أرييل كيبيل على موقع قاعدة بيانات الأفلام السويدية (السويدية)
- أرييل كيبيل على موقع إن إن دي بي (الإنجليزية)
- أرييل كيبيل على موقع قاعدة بيانات الفيلم (الإنجليزية)
- أرييل كيبيل على موقع ليتربوكسد (الإنجليزية)